# Большое Бедрино
Большо́е Бе́дрино — деревня в Богородском районе Нижегородской области. Входит в состав Шапкинского сельсовета.
Деревня располагается на левом берегу реки Кудьмы.